# Mike Bytzura
Michael John Bytzura, detto Mike (Duquesne, 18 giugno 1922 – Duquesne, 24 gennaio 1989), è stato un cestista statunitense, professionista nella NBL e nella BAA.